# Vilsandi Nemzeti Park
A Vilsandi Nemzeti Park (észtül: Vilsandi rahvuspark) nemzeti park a kelet-észtországi Saare megyében. Magában foglalja a Vilsandi-sziget egy részét, számos kisebb szigetet, valamint Saaremaa nyugati partvidékét és a Harilaid félszigetet. A terület jelentőségét a madarak adják, így a nemzeti park UNESCO Bioszféra-rezervátum, Natura 2000 és rámszari terület minősítéssel is rendelkezik.

## Története
A szigeten a madarak védelmét Artur Toom kezdte, aki 1906-ban a helyi világítótorony élére került, és a Kihelkonna plébániától bérelte a Vilsandi környéki szigeteket. Meg akarta akadályozni a madártojások begyűjtését, ezzel viszont más vilsandiak ellenzését váltotta ki. Néhány hajókapitánytól azonban támogatást kapott, és végül a szigeteken létrehozták az Orosz Birodalom első védett területét, az 1910-ben megalapított madárrezervátumot. Az első és a második világháború súlyos pusztításokat végzett a vidéken, de mindkét alkalommal helyreállt. 1957-ben a védett terület újjáalakult, és ezúttal Vilsand szigetét is magába foglalta. Észtország függetlenségének visszaállítását követően 1993. december 7-én hivatalosan is nemzeti parkként vették nyilvántartásba. A területet 2009 óta a Környezetvédelmi Tanács, vagyis az Észt Környezetvédelmi Ügynökség kezeli.

## Földrajza
A Vilsandi Nemzeti Park közigazgatásilag Saaremaa községhez tartozik, területe ma 238 km², ennek többségét a Balti-tenger teszi ki. Magában foglalja a Vilsandi-sziget körüli régiót, az Atla, Kihelkonna és Kuusnõmme öblöket, valamint a környező tengeri világot, mintegy 160 kisebb-nagyobb védett szigettel. Észtország legnyugatibb pontja a nemzeti park területén található. A vizek télen nagyrészt jégmentesek.
Vilsandi az egyetlen lakott sziget a nemzeti parkban. Egy biológiai kutatóállomás is található rajta, ahol tudósok és turisták számára is tudnak szállást biztosítani.

## Fauna
Elsősorban a nemzeti park madárvilága lenyűgöző, eddig több mint 250 különféle fajt figyeltek meg . A területen 112 madárfaj fészkel, ezek közül a pehelyréce a legelterjedtebb, amelynek mintegy 4000 példánya költ itt. A nemzeti park emellett az apácalúd, a dolmányos sirály, az ezüstsirály, valamint különféle csérféléknek is élőhelye. A legkülönlegesebb előforduló faj a Steller-pehelyréce. A fajgazdag területekre vezetett madárleseket is szerveznek.

## Fordítás
- Ez a szócikk részben vagy egészben  a   Nationalpark Vilsandi című német Wikipédia-szócikk ezen változatának fordításán alapul.  Az eredeti cikk szerkesztőit annak laptörténete sorolja fel. Ez a jelzés csupán a megfogalmazás eredetét és a szerzői jogokat jelzi, nem szolgál a cikkben szereplő információk forrásmegjelöléseként.